# Rue du Manège (Nancy)
Pour les articles homonymes, voir Rue du Manège.
La rue du Manège est une voie de la commune de Nancy, sise dans le département de Meurthe-et-Moselle, en région Lorraine.

## Situation et accès
La voie, d'une direction générale nord-sud, est comprise dans le périmètre de la Ville-neuve, et appartient administrativement au quartier Charles III - Centre Ville.
Elle débute rue Saint-Georges, dans le quartier de la cathédrale ; elle prolonge au sud la rue Bailly et se termine rue des Orphelines.

## Origine du nom
Elle doit son nom au manège d'équitation construit sous le duc Léopold et qui servait aux exercices d'équitation des jeunes gentilshommes lorrains.

## Historique
Le manège, situé sur la place Saint-Georges entre les rues Drouin et du Manège, sur l'emplacement de l'hôtel de Raigecourt est détruit en 1740 sous le nom de « rue de l'Académie » (sous-entendu d'équitation), puis « rue du Manège » en 1765, « rue de Châteaufort » en 1791 et « rue du Manège » depuis 1815.

## Bâtiments remarquables et lieux de mémoire
- À l'angle de la rue de la Primatiale : Hôtel du Grand Chantre, dont les deux portes de l'immeuble, l'une sur la rue Mably l'autre sur la rue du Manège sont inscrites au titre des monuments historiques par arrêté du 13 avril 1944[3].
- no 5 : Madame Philippine de Vannoz y habita.
- no 13 : ancien hôtel de Nittis dans lequel Charles de Foucauld a vécu sa jeunesse entre 1871 et 1876.